# Entartete Materie
Entartete Materie (auch degenerierte Materie) ist Materie in einem Zustand, der aufgrund quantenmechanischer Effekte von dem in der klassischen Physik bekannten Verhalten abweicht. Dies tritt allgemein bei sehr großer Dichte oder sehr niedriger Temperatur ein, gilt aber auch schon unter Normalbedingungen für  die Leitungselektronen in Metallen. Der Begriff Entartung hat hier eine andere Bedeutung als bei entarteten Energieniveaus.
Entartete Materie ist im Universum weit verbreitet. Man schätzt, dass etwa 10 % aller Sterne Weiße Zwerge sind, die aus entarteter Materie (vor allem Sauerstoff und Kohlenstoff) bestehen. In Weißen Zwergen sind die Elektronen entartet, in Neutronensternen die Neutronen. Entartete Materie hat die eigene Spektralklasse D außerhalb der Standard-Sequenzen (D für „degeneriert“).

## Entartetes Fermionengas
Wenn Fermionen (z. B. Protonen, Elektronen oder Neutronen) in Sternen zu großer Dichte konzentriert sind, tritt der Gravitation, die nach innen wirkt und zu höherer Dichte führt, ein Entartungsdruck (auch Fermi-Druck) entgegen. Der Entartungsdruck wirkt dem Gravitationsdruck entgegen und hat seine Ursache im Pauli-Prinzip, das verbietet, dass zwei Fermionen einen identischen Quantenzustand annehmen können. Daher würde eine weitere Kompression bedeuten, dass sich Fermionen in höhere Energiezustände begeben müssten, um zu ermöglichen, dass weitere Fermionen in das betrachtete Volumen eintreten und so die Dichte erhöhen könnten.
Auch das (quasi-)freie (Leitungs-)Elektronengas in gewöhnlichen Metallen ist in diesem Sinne entartet, d. h. viele metallische Eigenschaften (wie elektrische oder thermische Leitfähigkeit) können ohne Quantenmechanik nicht beschrieben werden.

## Entartete Materie in Sternen
Weiße Zwerge werden durch den Entartungsdruck ihres Elektronengases stabilisiert. 
In einem Doppelsternsystem kann ein Weißer Zwerg durch einen Akkretionsfluss von seinem Begleitstern weiter anwachsen. Wenn seine Masse dabei die Chandrasekhar-Grenze erreicht, kann der Entartungsdruck den Gravitationsdruck nicht mehr kompensieren. Man könnte daher annehmen, es entstünde dann ein Neutronenstern. Stattdessen kommt es aber durch die ansteigende Temperatur und Dichte zu neuen Kernfusionsreaktionen und es entsteht eine Supernova vom Typ Ia, denn der Weiße Zwerg besteht im Gegensatz zu einem Neutronenstern noch aus fusionsfähiger Materie.